# Dresden (contea di Yates)
Dresden è un villaggio (village) degli Stati Uniti d'America della contea di Yates nello Stato di New York. La popolazione era di 308 abitanti al censimento del 2010. Il villaggio deve il suo nome alla città di Dresda (Dresden in inglese) in Germania. 
Il villaggio di Dresden si trova all'interno del comune di Torrey e si trova 12 miglia a sud di Geneva. Dresden si trova nella regione dei Finger Lakes dello Stato di New York.

## Geografia fisica
Dresden è situata a 42°41′02″N 76°57′26″W (42.683857, -76.957296).
Secondo lo United States Census Bureau, ha un'area totale di 0,3 mi² (0,78 km²).
Il villaggio si trova sulla riva ovest del lago Seneca. Il Keuka Lake Outlet (già noto come "Crooked Lake Outlet"), un fiume che collega il lago Keuka con il lago Seneca, scorre oltre il lato sud del villaggio. In un primo momento il fiume era importante a causa della sua posizione importante per i mulini. Più tardi è stato sviluppato come canale tra i laghi. 
La New York State Route 14 interseca con la New York State Route 54 a Dresden.

## Storia
La regione era nota come "Kashong" (o "Kashanquash") ai nativi e faceva parte dell'acquisto di Phelps e Gorham.
Alla fine del XVIII secolo, i seguaci di Jemima Wilkinson, una leader religiosa, cominciarono a stabilirsi nell'area. Diedero all'area il nome di "Jerusalem" e fondarono la loro prima comunità vicino al sito attuale di Dresden. 
Dresden venne fondata nel 1811 come comunità pianificata. Il villaggio di Dresda fu incorporato nel 1867. 
Dresden era il capolinea orientale dell'ex Crooked Lake Canal, che operava dal 1833 al 1877. Questo canale collegava l'area attraverso altri canali del lago al canale di Erie.

## Società

### Evoluzione demografica
Secondo il censimento del 2010, la popolazione era di 308 abitanti.

### Etnie e minoranze straniere
Secondo il censimento del 2010, la composizione etnica del villaggio era formata dal 96,4% di bianchi, lo 0,0% di afroamericani, lo 0,6% di nativi americani, lo 0,6% di asiatici, lo 0,0% di oceanici, lo 0,0% di altre etnie, e il 2,3% di due o più etnie. Ispanici o latinos di qualunque etnia erano il 12,7% della popolazione.